# よくおごってくれる綺麗なお姉さん
『よくおごってくれる綺麗なお姉さん』（よくおごってくれるきれいなおねえさん、朝: 밥 잘 사주는 예쁜 누나）は、韓国JTBCにて2018年3月30日から5月19日まで放送されたテレビドラマ。全16話。
Good Data Corporation調べによる「2018年最も話題になった韓国ドラマ」1位に選ばれた。

## あらすじ
35歳のジナはカフェを運営する会社（COFFEEBAY（コーヒーベイ））に勤めキャリアを積んでいたが、上司からセクハラを受け、私生活では過干渉な母親から結婚を急かされ、弁護士の恋人からは浮気をされうまくいかない日々を送っていた。そんな時、親友ギョンソンの弟ジュニがアメリカから帰国しばったり遭遇。ジュニが働くゲーム制作会社がジナの会社と同じビルにあり、一緒にランチをしたり飲みに行くようになる。久々に会ったジナにジュニは好意を持ち、ジナもジュニと過ごす時間に安らぎを感じ、2人は次第に恋人関係に発展する。ジュニは両親がおらず姉のギョンソンと二人だけで支え合って生きてきたが、そのこともあり良家の男性との結婚を望むジナの母からはジュニとの交際に猛反対を受け、弟を思うギョンソンとの親友関係もこじれていってしまう。

## 略歴
- 2018年
  - 3月19日 - カップルポスター公開[4]。
  - 3月28日 - ソウル永登浦区永登浦洞TIME SQUAREのアモリスホールで制作発表会を開催[5]。
  - 3月30日 - 韓国JTBCにて放送開始。
  - 5月19日 - 放送終了。
  - 6月20日 - 「よくおごってくれる綺麗なお姉さん オリジナル・サウンドトラック」発売[6]。
  - 7月 - 衛星劇場で日本初放送開始[7]。
- 2019年
  - 2月6日 - 日本にてVol.1〜6レンタル開始。
  - 2月20日 - 日本にてDVD-BOX1発売。
  - 2月24日～3月1日 - J:COM Wonder Studio（東京ソラマチ®内）にて"「よくおごってくれる綺麗なお姉さん」の世界観"を開催[8]。
  - 3月6日 - 日本にてVol.7〜12レンタル開始。
  - 3月20日 - 日本にてDVD-BOX2発売。
  - 3月29日 - 日本にて「よくおごってくれる綺麗なお姉さんオフィシャルガイドブック」発売。
  - 4月17日 - 日本にて「よくおごってくれる綺麗なお姉さん オリジナル・サウンドトラック（日本盤）」発売[9]。

## キャスト
- ユン・ジナ：ソン・イェジン
- ソ・ジュニ：チョン・ヘイン
- ソ・ギョンソン（ソ・ジュニの姉）：チャン・ソヨン
- ユン・スンホ（ユン・ジナの弟）：ウィ・ハジュン
- イ・ギュミン（ユン・ジナの元彼氏）：オ・リュン
- キム・ミヨン（ユン・ジナの母）：キル・ヘヨン
- ユン・サンギ（ユン・ジナの父）：オ・マンソク

## 放送日程
| 放送話 | 韓国放送日    | 韓国視聴率 | 韓国視聴率 |
| 放送話 | 韓国放送日    | 全国       | 首都圏     |
| ------ | ------------- | ---------- | ---------- |
| 第1話  | 2018年3月30日 | 4.008%↓    | 4.239%↓    |
| 第2話  | 2018年3月31日 | 3.752%↓    | 4.177%↓    |
| 第3話  | 2018年4月6日  | 4.222%↑    | 4.621%↑    |
| 第4話  | 2018年4月7日  | 4.756%↑    | 5.434%↑    |
| 第5話  | 2018年4月13日 | 5.134%↑    | 6.001%↑    |
| 第6話  | 2018年4月14日 | 6.187%↑    | 7.069%↑    |
| 第7話  | 2018年4月20日 | 5.322%↓    | 6.202%↓    |
| 第8話  | 2018年4月21日 | 5.499%↑    | 5.936%↓    |
| 第9話  | 2018年4月27日 | 6.177%↑    | 6.769%↑    |
| 第10話 | 2018年4月28日 | 5.757%↓    | 6.713%↓    |
| 第11話 | 2018年5月4日  | 5.637%↓    | 7.018%↑    |
| 第12話 | 2018年5月5日  | 5.520%↓    | 6.320%↓    |
| 第13話 | 2018年5月11日 | 5.564%↑    | 6.598%↑    |
| 第14話 | 2018年5月12日 | 7.281%↑    | 8.313%↑    |
| 第15話 | 2018年5月18日 | 5.883%↓    | 6.486%↓    |
| 第16話 | 2018年5月19日 | 6.787%↑    | 7.661%↑    |

## OST
| アルバム名                                        | 収録曲                   | アーティスト     |
| ------------------------------------------------- | ------------------------ | ---------------- |
| 밥 잘 사주는 예쁜 누나 OST Part.1 (2018年4月13日) | 1. Something In The Rain | Rachael Yamagata |
| 밥 잘 사주는 예쁜 누나 OST Part.2 (2017年4月20日) | 1. La La La              | Rachael Yamagata |

- 밥 잘 사주는 예쁜 누나 OST (2018年6月20日)[13]

| #   | タイトル                                        | 作詞 | 作曲・編曲 | 歌手                  | 時間 |
| --- | ----------------------------------------------- | ---- | ---------- | --------------------- | ---- |
| 1.  | 「Something in the Rain」                       |      |            | Rachael Yamagata      | 4:57 |
| 2.  | 「La La La (ver.1)」                            |      |            | Rachael Yamagata      | 3:39 |
| 3.  | 「La La La (ver.2)」                            |      |            | Rachael Yamagata      | 3:39 |
| 4.  | 「Be Somebody's Love」                          |      |            | Rachael Yamagata      | 3:45 |
| 5.  | 「Save The Last Dance For Me (Whistling Love)」 |      |            | 이남연(Lee Nam Yeon)  | 3:49 |
| 6.  | 「Enduring」                                    |      |            | 이남연(Lee Nam Yeon)  | 3:22 |
| 7.  | 「Up Against」                                  |      |            | 이남연(Lee Nam Yeon)  | 5:35 |
| 8.  | 「Another Step」                                |      |            | 이남연(Lee Nam Yeon)  | 2:47 |
| 9.  | 「Flea Waltz」                                  |      |            | 이남연(Lee Nam Yeon)  | 2:50 |
| 10. | 「Portraits of You (O.T.: Stand By Your Man)」  |      |            | 이남연 (Lee Nam Yeon) | 1:53 |
| 11. | 「Stand By Your Man」                           |      |            | Tammy Wynette         | 2:40 |

- よくおごってくれる綺麗なお姉さん オリジナル・サウンドトラック(日本盤) (2019年4月17日)[9] DVD付

## 受賞歴

### 2018年
- 2018 今年のブランド大賞 - 消費者が選んだ2018年を輝かせた今年のドラマ[14]
- 第13回 ソウルドラマアワード 2018 - 韓流ドラマ優秀作品賞、韓流ドラマ女性演技者賞(ソン・イェジン)[15]
- 2018 APAN STAR AWARDS - 女性演技賞(ソン・イェジン)、中編ドラマ 優秀演技賞(チョン・ヘイン)、Kstar人気賞(チョン・ヘイン)[16]
- 2018 大韓民国コンテンツ大賞 - 大統領表彰(アン・パンソク監督)[17]

### 2019年
- 第23回 アジア・テレビジョン・アワード - Best Drama Series